# Како сам заволео Сару
Како сам заволео Сару (енгл. Serving Sara) америчка је љубавна комедија из 2002. у којој главне улоге тумаче Метју Пери и Елизабет Херли.
Судски извршитељ, Џо Тајлер (којег глуми Метју Пери) добија задатак да уручи папире за развод Сари Мур (Елизабет Харли), супрузи богатог тексашког бизнисмена (Брус Кемпбел). Да би то урадио, он мора да се бори са њеним покушајима избегавања папира и покушајима колеге Тонија (Винсент Пасторе), да га поткопа. Када јој ипак уруче папире за развод док је она у Њујорку, она је запањена. Не намеравајући да изгуби богатство које је стекла са својим себичним мужем из Тексаса, она даје богату понуду свом процесном извршитељу, што их покреће на дивље путовање широм земље.

## Радња
Гордон и Сара Мур нису уобичајени брачни пар. Сара је типична Енглескиња, Гордон је типичан Тексашанин. Захваљујући њиховим заједничким напорима, њихов сточарски ранч доноси огроман профит. Опраштајући се од супруга на аеродрому и укрцавајући се у авион за Њујорк, Сара није могла ни да замисли какво јој је изненађење драги приредио. У његовом животу појавила се још једна жена, а он жели развод. Да би добио случај на суду, он ангажује судског извршитеља Џоа Тајлера, преко свог адвоката, да уручи судски позив његовој супрузи. Том успева да то уради, али она, схвативши предности државе у којој ће се водити бракоразводни поступак, убеђује га да пређе на њену страну и уручи позив њеном мужу. Ситуацију компликују Гордонови телохранитељи и насилници које узима за чуваре, као и интриге другог извршитеља.

## Улоге
| Глумац            | Улога             |
| ----------------- | ----------------- |
| Метју Пери        | Џо Тајлер         |
| Елизабет Харли    | Сара Мур          |
| Брус Кембел       | Гордон Мур        |
| Винсент Пасторе   | Тони              |
| Седрик „Забављач“ | Реј Харис         |
| Ејми Адамс        | Кејт              |
| Тери Круз         | Вернон            |
| Џери Стилер       | Милтон, полицајац |
| Маршал Бел        | Ворен Кеброн      |
| Џо Витерели       | дебели Чарли      |